# ORP Krakowiak
ORP Krakowiak byl eskortní torpédoborec britské třídy Hunt. Během druhé světové války sloužil v polském námořnictvu.
Stavba byla zahájena 5. prosince 1939 v loděnici J. Samuel White Shipyard v Cowes. Spuštěna byla loď 4. prosince 1940 a později převzata jako HMS Silverton. V Royal Navy však torpédoborec nikdy nesloužil, protože pro něj nebyl vycvičen dostatečný počet námořníků. Nakonec byl 20. dubna 1941 pronajmut polskému námořnictvu. To ho oficiálně převzalo 22. května 1941 a přejmenovalo na ORP Krakowiak podle polského národního tance.
Po nezbytném výcviku se torpédoborec zapojil jako eskortní loď Severoatlantických konvojů. V prosinci 1941 se účastnil úspěšného útoku na německou základnu na Lofotech, v další části války sloužil v Severním moři. V roce 1943 se přesunul do Středozemního moře kde se účastnil operace Husky – vylodění na Sicílii.
Během druhé světové války odplul 146 000 námořních mil, doprovázel 206 různých konvojů – z toho 9 v Severním Atlantiku. Jeho posádce se nepodařilo potopit žádné plavidlo, ale sestřelila 3 nepřátelská letadla.
Protože po válce došlo k ochlazení vztahů mezi britskou a polskou vládou, byl torpédoborec 28. září 1946 vyřazen ze služby v polském námořnictvu a vrácen Royal Navy. Zde byl přejmenován na původní název, překlasifikován na fregatu a demobilizován. Pak byl zařazen do rezervy, ve které byl až do roku 1959, kdy byl definitivně vyřazen a prodán ke sešrotování.